# Digimon Survive
Digimon Survive (デジモンサヴァイブ, Dejimon Savaibu) é um jogo eletrônico de romance visual adventure com elementos de RPG de estratégia e sobrevivência desenvolvido pela HYDE e publicado pela Bandai Namco Entertainment para Microsoft Windows, Nintendo Switch, PlayStation 4, Xbox One. O jogo é um projeto comemorativo do vigésimo aniversário das animações de Digimon, e foi lançado no Japão em 28 de julho de 2022, e mundialmente em 29 de julho de 2022.
Digimon Survive se passa em um mundo misterioso e com monstros onde um grupo de adolescentes, que estavam em um acampamento de verão, são levados. Os jovens, liderados por Takuma Momozuka, lutam para voltar para casa através de um mundo cheio de decisões difíceis e batalhas mortais, as escolhas dos jogadores ao longo do jogo afetarão a evolução de seus aliados monstros e o final. As batalhas do jogo são travadas em 2D, em um estilo mais clássico de RPG de estratégia.

## Jogabilidade
As escolhas dos jogadores influenciam a direção da história, incluindo o processo de evolução do Digimon. Múltiplas jogadas podem resultar em diferentes caminhos e diferentes evoluções. O jogo possui vários finais e, caso escolhas erradas sejam feitas, os personagens serão mortos. O jogo é dividido em vários tipos de jogabilidade, como "Drama Parts", "Search Action", "Free Action" e "Free Battle". Durante "Drama Parts", o jogo prossegue como uma aventura de texto para contar a história. Em "Search Actions", o jogador procura uma forma de sobreviver. Em "Free Action", o jogador escolhe para onde ir e com quem falar durante uma janela de tempo limitada. Durante a "Batalha Livre", o jogador pode entrar em certas áreas para treinar seus Digimon e coletar itens.

## Desenvolvimento

### Inspiração
A inspiração para Digimon Survive é baseada nos laços entre os personagens e seus parceiros Digimon nas várias séries de anime Digimon. A equipe queria que os jogadores experimentassem isso por conta própria, fazendo escolhas que influenciariam o crescimento de Digimon. A produtora pretende fazer com que o jogo se pareça com o romance O Senhor das Moscas, da mesma forma que Digimon Adventure se parecia com o Dois anos de férias de Júlio Verne.
O produtor do jogo Kazumasa Habu, cita uma interpretação, feita pelo diretor Hiroyuki Kakudo de Digimon Adventure, de que os chamados "Digimon", não nasceram após o desenvolvimento dos computadores pelos homens, mas que se tornaram visíveis aos humanos como resultado; e que essas criaturas sempre existiram, vivendo ao lado de humanos, embora em outra dimensão. Nesta abordagem, os Digimon podem ter se manifestado através de magia ou feitiçaria ou através da antiga arte de Onmyōdō no passado, fazendo com que pareçam shikigami, yōkai ou demônios; uma manifestação que hoje é realizada no digital e depois observada pelos humanos como sendo Digimon, “monstros digitais”. Foi essa abordagem que inspirou Habu a criar Digimon Survive.

### Anúncio e problemas de desenvolvimento
Digimon Survive foi anunciado pela primeira vez em uma edição de julho de 2018 da revista japonesa V Jump, para PlayStation 4 e Nintendo Switch. A versão ocidental foi anunciada pela Bandai no YouTube através de um trailer, com Xbox One e Steam sendo incluídos nas plataformas. O jogo está sendo desenvolvido pela Witchcraft e publicado pela Bandai Namco Entertainment, tendo como produtores Kazumasa Habu e Tsuzuki Katsuaki. Também estão na equipe o compositor Tomoki Miyoshi e o artista Uiti Ukumo.
O desenvolvimento de Digimon Survive está conturbado. O jogo estava anunciado para sair em 2019, ano em que se comemora os 20 anos de Digimon Adventure. Porém, no dia 6 de julho de 2019, o jogo foi adiado para 2020. Em 29 de julho de 2020, a Toei Animation Europe declarou que Survive seria lançado na Europa em janeiro de 2021, no entanto isso foi removido de seu site em 4 de agosto. O trailer oficial de abertura cinematográfica de Digimon Survive foi publicado em 22 de julho de 2019. Em 8 de outubro de 2020, o produtor de jogos Kazumasa Habu afirmou no Twitter que foi adiado novamente porque o sistema de jogo para Survive estava sendo revisado e eles tiveram que refazer sua programação do zero. Em 15 de outubro, foi anunciado oficialmente pela Bandai que a data de lançamento do jogo foi adiada para 2021 devido à pandemia de COVID-19 além de ter mudado o motor do jogo durante o verão de 2020, o que significa que eles precisavam de mais tempo para trabalhar. A Bandai prometeu uma atualização sobre o status do jogo na primavera de 2021, no entanto esta atualização nunca veio com a empresa permanecendo em silêncio. Durante a E3 de 2021, não houve menção ao desenvolvimento de Digimon Survive. Em 28 de julho de 2021, a Toei Animation afirmou que o jogo seria lançado no terceiro trimestre fiscal de 2022 ou "além". O ano fiscal de 2022 termina em 31 de março de 2022, o que significa que eles esperam que o Digimon Survive seja lançado entre outubro e dezembro de 2021 (Fiscal Q3 2022) ou algum tempo depois disso. Em 28 de outubro de 2021, no entanto, a Bandai Namco anunciou que o jogo foi oficialmente adiado para 2022 e pediu desculpas por não fornecer uma atualização na primavera de 2021, como havia prometido.
Em 26 de fevereiro de 2022 a Bandai Namco, através do produtor Kazumasa Habu, revelou que os múltiplos adiamentos também foram ocasionados pela saída do estúdio Witchcraft do projeto; levando a uma série de "ajustes do jogo" e indica que o lançamento "deve demorar um pouco mais do que o esperado, para ter tempo de ajustar internamente". Digimon Survive passou a ser desenvolvido pelo estúdio HYDE; “Graças aos esforços da nova equipe, o jogo conseguiu voltar aos trilhos e estamos cada vez mais perto de finalizá-lo.“, comentou o produtor. A Bandai Namco também mostrou vários novos detalhes, mecânicas e recursos, juntamente com um novo trailer do jogo durante a Digimon Con 2022.
Em 18 de abril de 2022, a data de lançamento japonesa do jogo foi finalmente revelada como 28 de julho de 2022. Dois dias depois, a data de lançamento localizada foi anunciada como 29 de julho.